# Michiel Mijsberg
Michiel Alphonse Mijsberg (Willemstad (Noord-Brabant), 1677 - aldaar, 1747) was een Nederlands burgemeester. Hij was de broer van Willem Alphonse (van Huussel en) Mijsberg, die ook burgemeester van Willemstad is geweest (van 1724 tot 1725).
Mijsberg, ook gespeld als Mijsbergh, was burgemeester van de vestingstad Willemstad van 1743 tot en met 1747. Hij had eerder in deze stad een praktijk als chirurgijn gehad en was als zakenman betrokken geweest bij de inkoop en verwerking van bier en was partner in een lokale brouwerij als zogenaamde coopbrouwer.
Hij was actief in de armenzorg en beheerde als penningmeester (rendant) de armenrekening van de behoeftigen en wezen in de stad. Ook was hij verantwoordelijk voor de opvang en herplaatsing van de ouderloos geworden kinderen in ofwel het weeshuis ofwel in pleeggezinnen gedurende een aantal jaren. In 1725, 1740, 1741 en 1747 was hij hiertoe benoemd als weesmeester. In 1724 werd hij tevens benoemd tot ouderling in de kerk.
Naast zijn werkzaamheden werd hij actief in de politiek en was een aantal jaren schepen van de stad geweest voordat hij burgemeester werd. Als burgemeester was hij verantwoordelijk voor de uitbreiding van de versterkingen van de vesting en de aanleg van een aantal forten rondom Willemstad na de Tachtigjarige Oorlog.
Mijsberg was driemaal getrouwd en kreeg in totaal negentien kinderen. Hij overleed in december 1747 in zijn woonplaats waar hij werd begraven op 15 december van dat jaar.